# 2.º governo de Maria I de Portugal
O 2.º governo de Maria I de Portugal, constituído a 15 de Dezembro de 1788 e substituído a 6 de Janeiro de 1801, foi presidido por José de Seabra da Silva, na qualidade de secretário de Estado dos Negócios Interiores do Reino (se bem que o cargo de chefe de governo não estava ainda definido), sendo o executivo encabeçado pela própria D. Maria I. Após 1792, o Príncipe D. João passou a assumir o despacho em nome de sua mãe e, após 1799, passou a assinar a título próprio, na qualidade de Príncipe Regente.
A sua constituição era a seguinte:
| Cargo                                                      | Detentor                     | Período                                        |
| ---------------------------------------------------------- | ---------------------------- | ---------------------------------------------- |
| Secretário de Estado dos Negócios Interiores do Reino      | José de Seabra da Silva      | 15 de Dezembro de 1788 a 6 de Janeiro de 1801  |
| Secretário de Estado dos Negócios da Marinha               | Martinho de Melo e Castro    | 15 de Dezembro de 1788 a 24 de Março de 1795   |
| Secretário de Estado dos Negócios da Marinha               | Luís Pinto de Sousa Coutinho | 12 de Janeiro de 1796 a 13 de Setembro de 1796 |
| Secretário de Estado dos Negócios da Marinha               | Rodrigo de Sousa Coutinho    | 13 de Setembro de 1796 a 6 de Janeiro de 1801  |
| Secretário de Estado dos Negócios Estrangeiros e da Guerra | Luís Pinto de Sousa Coutinho | 15 de Dezembro de 1788 a 6 de Janeiro de 1801  |

## Galeria

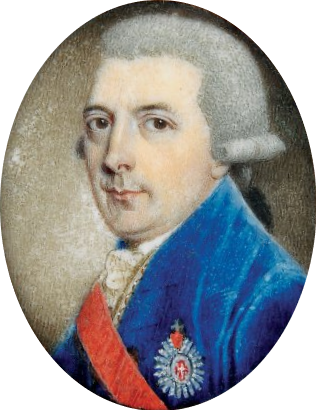
José de Seabra da Silva, secretário de Estado dos Negócios Interiores do Reino
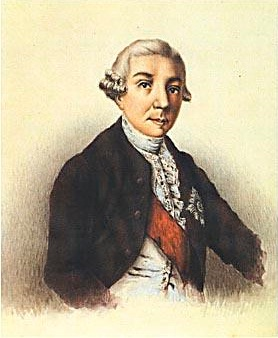
Martinho de Melo e Castro, secretário de Estado dos Negócios da Marinha
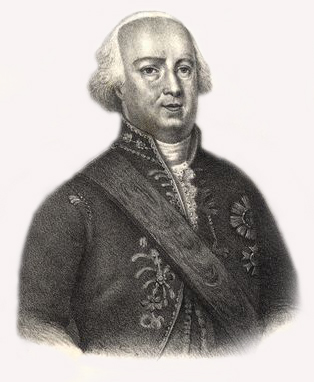
Rodrigo de Sousa Coutinho, secretário de Estado dos Negócios da Marinha
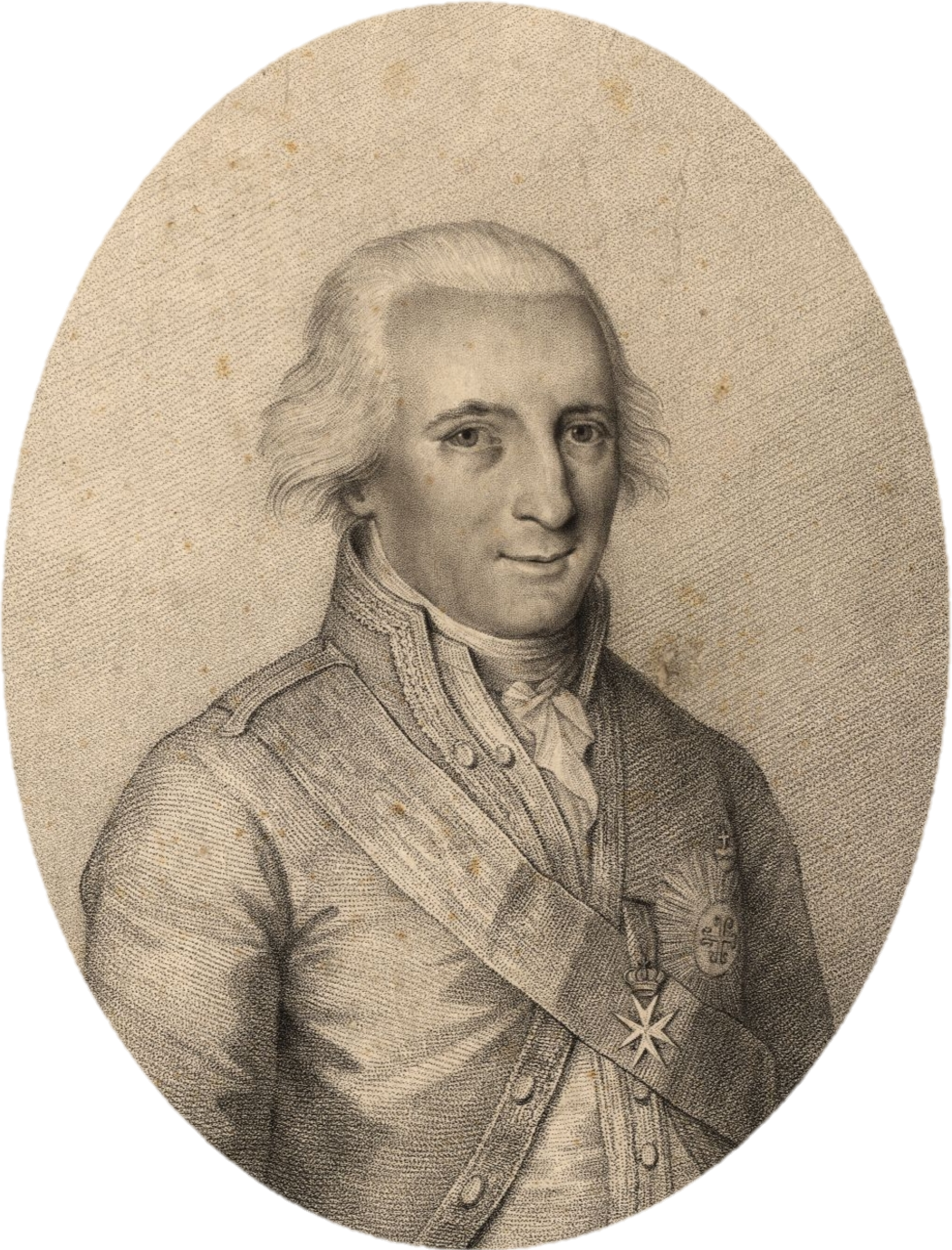
Luís Pinto de Sousa Coutinho, secretário de Estado dos Negócios Estrangeiros e da Guerra